# امیرحسین صادق‌زاده
امیرحسین صادق‌زاده (زاده ۳۰ ژوئن ۱۹۹۰) یک بازیکن فوتبال اهل ایران است. 